# 板桥站 (江原道)
板橋站（韓語：판교역）是朝鮮民主主義人民共和國江原道板桥郡的一個鐵路車站，属于青年伊川线。

## 邻近车站
青年伊川线
文童青年站 - 板橋站 - 箕山青年站